# Trybunał inkwizycji w Valladolid
Trybunał inkwizycji w Valladolid – trybunał inkwizycji hiszpańskiej, mający swą siedzibę w Valladolid. Działał w latach 1488–1820 (z przerwą 1808–1814).
Został utworzony w związku z podejrzeniami chrześcijan pochodzenia żydowskiego o potajemne wyznawanie judaizmu, jednak najbardziej znany jest z powodu procesów domniemanych luteran pod koniec lat 50. XVI wieku, w wyniku których dwadzieścia sześć osób spalono na stosie, a część z tych egzekucji odbyła się w obecności samego króla Hiszpanii Filipa II. Trybunał ten pozostawał bardzo aktywny co najmniej do połowy XVIII wieku, a ostatecznie zniesiono go w 1820 w związku z generalną likwidacją hiszpańskiej inkwizycji w wyniku liberalnej rewolucji 1820.

## Historia
Inkwizycja hiszpańska została utworzona w 1480 w związku z podejrzeniem wobec hiszpańskich chrześcijan żydowskiego pochodzenia (tzw. marranów) o potajemne wyznawanie judaizmu. Większość marranów żyła w południowej Kastylii i Andaluzji i to tam powstały pierwsze trybunały (Sewilla w 1480, Kordoba w 1482, Jaen i Ciudad Real w 1483). Niemniej, stopniowo działalność inkwizycji rozszerzano także na północne prowincje, gdzie społeczności marranów, choć mniej liczne, również istniały. W 1486 powstały w tym rejonie aż trzy trybunały: jeden dla diecezji Salamanki i opactwa Medina del Campo, drugi dla diecezji Osmy, a trzeci dla diecezji Segowii. W kolejnych latach utworzono trybunały w Valladolid (1488), Burgos (1489), Ávili (1490), Sigüenzy (1491) i Leónie (1492). Trybunał w Valladolid był więc początkowo jednym z kilku niewielkich trybunałów w północnej Kastylii, których obszary jurysdykcji na ogół pokrywały się z obszarem jednej lub dwóch diecezji. Inkwizytorom Valladolid podlegała diecezja Palencia oraz opactwo terytorialne Valladolid. Pierwsze auto da fe w Valladolid odbyło się w 1489. Po kilku latach, w 1493, inkwizytorzy przenieśli się do Palencii, gdzie rezydowali co najmniej do 1495. W końcu ostatniej dekady XV wieku uznano jednak, że liczba trybunałów w północnej Kastylii jest zbyt duża i rozpoczęto proces ich konsolidacji. W latach 1498–1503 okręgi Palencii-Valladolid, Burgos, Leónu, Ávili, Osmy, Salamanki i Segowii połączono w jeden wielki okręg inkwizytorski, na którego główną siedzibę obrano Valladolid. W 1507 był on największym okręgiem inkwizytorskim w całej Hiszpanii, obejmując diecezje Burgos, Palencii, Avili, Segowii, Salamanki, Ciudad Rodrigo, Zamory, Astorgi, Leónu, Oviedo, Osmy i częściowo diecezję Calahorra (bez okręgów Guipuzcoa i Vizcaya) oraz opactwa Valladolid, Medina del Campo i Sahagun. W ciągu XVI wieku granice tego obszaru podlegały kilkakrotnie modyfikacjom. W latach 1532–1561 oraz 1567–1574 podlegała mu także Galicja, gdzie jednak ostatecznie utworzono osobny trybunał.
Pod koniec lat 50. XVI wieku Valladolid stało się jednym z głównych (obok Sewilli) ośrodków sympatyków reformacji w Kastylii. Wykryte w 1558 grupy domniemanych luteran zostały potraktowane bardzo surowo. W dwóch ceremoniach auto-da-fé (w maju i październiku 1559) spalonych zostało łącznie dwadzieścia sześć osób. Drugą z tych ceremonii obserwował osobiście król Hiszpanii Filip II Habsburg. Sporadycznie procesy rzekomych sympatyków Marcina Lutra miały miejsce w Valladolid jeszcze do końca lat 80. XVI wieku, ale coraz częściej dotyczyły one cudzoziemców.
Pod koniec XVI wieku główną grupą  narażoną na prześladowania byli przesiedleni w głąb kraju z obszarów nadmorskich (Grenada, Walencja) moryskowie, czyli Hiszpanie arabskiego pochodzenia, oskarżeni o potajemne wyznawanie islamu. Na auto-da-fé z kwietnia 1588 piętnastu z czterdziestu czterech oskarżonych było moryskami. Jednakże w latach 1609–1614 społeczność tę wygnano całkowicie z Hiszpanii.
W latach 1601–1606 siedzibę trybunału czasowo przeniesiono do Medina del Campo, które w tych latach stało się stolicą Hiszpanii i siedzibą dworu królewskiego. Z związku z tym trybunał uzyskał wtedy także status „trybunału dworskiego” (przed 1601 i po 1606 status ten miał trybunał w Toledo, a od połowy XVII wieku osobny trybunał w Madrycie).
W XVII i XVIII wieku ponownie głównym celem inkwizytorów z Valladolid stali się marrani, tym razem portugalskiego pochodzenia. Inkwizycja z Valladolid wyróżniała się dużą surowością wobec nich i to niemal do końca pierwszej połowy XVIII wieku.
Trybunał w Valladolid został zniesiony po raz pierwszy w 1808 przez napoleońskiego króla Hiszpanii Józefa Bonaparte. Wojska napoleońskie splądrowały siedzibę trybunału, niszcząc przy okazji jego archiwum. Po upadku Napoleona I król Ferdynand VII wznowił działalność hiszpańskiej inkwizycji (1814), jednak w 1820 zniesiono ją definitywnie.

## Obszar działania
Na początku istnienia trybunału obszar jego jurysdykcji ograniczał się do opactwa terytorialnego Valladolid oraz sąsiedniej diecezji Palencii. Jednakże w miarę konsolidacji trybunałów inkwizycyjnych w północnej Kastylii obszar ten się powiększał. W 1498 podporządkowano mu okręgi trybunałów w Leónie i Burgos, w 1502 okręg trybunału w Salamance, a w 1503 okręg trybunału w Segowii. W 1507 obszar jurysdykcji inkwizytorów Valladolid obejmował diecezje Burgos, Palencia, Avila, Segowia, Salamanka, Ciudad Rodrigo, Zamora, Astorga, León, Oviedo, Osma i część diecezji Calahorra (bez okręgów Guipuzcoa i Vizcaya), a nadto opactwa terytorialne Valladolid, Medina del Campo i Sahagun. W kolejnych latach obszar ten podlegał pewnym korektom, w większości polegającym na redukcji tego znacznego obszaru. W 1508 diecezje Calahorry i Burgos (lub ich części) podporządkowano trybunałowi w Durango, ale na krótko. W 1514 dokonano secesji kilku okręgów w północnej części diecezji Burgos i przyłączono je do okręgu inkwizycji z Nawarry. W 1521 diecezję Calahorry definitywnie wyłączono spod jurysdykcji inkwizycji z Valladolid i również przyłączono do okręgu inkwizycji z Nawarry (sama Calahorra stała się wówczas siedzibą tego trybunału). W 1524 diecezję Ciudad Rodrigo przeniesiono do okręgu inkwizycji z Llereny, a w 1528 okręgi Arenas de San Pedro i Cebreros w diecezji Avili przeszły pod władzę inkwizytorów Toledo. Z drugiej strony jednak, w latach 1532–1561 i 1567–1574 inkwizycji z Valladolid podporządkowany był cały region Galicii, gdzie po dwóch nieudanych próbach (w 1520 i 1561) ostatecznie utworzono osobny trybunał (1574).
Po 1574 inkwizycji z Valladolid podlegał obszar aż 90 tys. km², który obejmował aż 11 diecezji: Burgos, Burgo de Osma, Valladolid, Palencia, Avila, Segovia, Salamanka, Zamora, Astorga, Leon, Oviedo. Mimo dokonanych w poprzednich latach cesji terytorialnych, był to nadal największy pod względem obszaru trybunał na Półwyspie Iberyjskim. Od około połowy XVI wieku zasiadało w nim zawsze trzech inkwizytorów.

## Archiwum oraz statystyki wyroków
Archiwum trybunału w Valladolid zostało całkowicie zniszczone podczas okupacji Hiszpanii przez wojska napoleońskie i później podczas rewolucji liberalnej z 1820. Z konieczności zatem, wszelkie dane o działalności tego trybunału pochodzą z dokumentacji znajdującej się w archiwum Rady Głównej Inkwizycji w Hiszpanii (tzw. Supremy) oraz ze źródeł zewnętrznych, jednak w odniesieniu do tego trybunału dokumentacja taka jest również ograniczona. W szczególności, zachowało się bardzo niewiele tzw. relaciones de causas trybunału z Valladolid, czyli rocznych sprawozdań z zakończonych spraw, przesyłanych Supremie przez lokalne trybunały od około 1540 do początków XVIII wieku. Z Valladolid zachowało się zaledwie 29 takich raportów, wyłącznie z XVII wieku (obejmują, z pewnymi lukami, lata 1622–1662). Dokumentują one procesy 558 osób, z czego 6 spalono na stosie, a 8 skazano na śmierć in effigie.
Z wcześniejszego okresu (XV i XVI wiek) zachowały się jedynie relacje z kilku ceremonii autos-da-fé oraz raport z inspekcji dokonanej w 1567 przez Supremę, z którego wynika liczba spraw prowadzonych i zakończonych wyrokami w okresie 1562–1567.
Najlepiej udokumentowany jest natomiast końcowy okres działalności trybunału, tj. po roku 1700, dzięki dobrze zachowanej korespondencji z Supremą oraz relacjom z ceremonii autos-da-fé. Trybunał z Valladolid pozostawał jednym z najbardziej aktywnych trybunałów zwłaszcza w pierwszej połowie XVIII wieku, cechowała go też znaczna surowość na tle innych trybunałów. Stosunkowo często uciekał się on do tortur i wydał 46 wyroków śmierci, z czego wykonano 39 (na ogólną liczbę 1223 procesów). Ostatnia egzekucja odbyła się w 1745.

### Udokumentowane autos da fe w Valladolid w XV i XVI wieku
| Data ceremonii       | Egzekucje in persona | Egzekucje in effigie | Pojednani z Kościołem | Suma |
| -------------------- | -------------------- | -------------------- | --------------------- | ---- |
| 19 czerwca 1489      | 18                   | 4                    | 0                     | 22   |
| 21 maja 1559         | 14                   | 1                    | 16                    | 31   |
| 8 października 1559  | 12                   | 1                    | 16                    | 29   |
| 28 października 1561 | 2                    | 0                    | 35                    | 37   |
| 1 października 1570  | 0                    | 1                    | 11                    | 12   |
| 3 kwietnia 1588      | 3                    | 0                    | 41                    | 44   |
| Suma                 | 49                   | 4                    | 119                   | 172  |

### Statystyki wyroków dla udokumentowanych okresów
| Okres     | Egzekucje in persona | Egzekucje in effigie | Inne rozstrzygnięcia | Suma |
| --------- | -------------------- | -------------------- | -------------------- | ---- |
| 1562–1567 | 15                   | 14                   | 195                  | 224  |
| 1622–1662 | 6                    | 8                    | 544                  | 558  |
| 1700–1820 | 39                   | 7                    | 1177                 | 1223 |
| Suma      | 60                   | 29                   | 1916                 | 2005 |

### Kategorie spraw trybunału w Valladolid w latach 1622–1662 (wedługrelaciones de causas)
| Kategoria występków (według kwalifikacji inkwizycji) | Liczba oskarżonych |
| ---------------------------------------------------- | ------------------ |
| Kryptojudaizm                                        | 265                |
| Moryskowie                                           | 1                  |
| Protestantyzm                                        | 6                  |
| Alumbrados                                           | 2                  |
| Heretyckie opinie (proposiciones)                    | 87                 |
| Bigamia                                              | 47                 |
| Solicytacje                                          | 27                 |
| Opozycja wobec inkwizycji                            | 29                 |
| Magia                                                | 58                 |
| Pozostałe                                            | 36                 |
| Suma                                                 | 558                |
| Egzekucje in persona                                 | 6                  |
| Egzekucje in effigie                                 | 8                  |